# Melaspilea ochrothalamia
Melaspilea ochrothalamia är en lavart som beskrevs av Nyl. Melaspilea ochrothalamia ingår i släktet Melaspilea och familjen Melaspileaceae.   Inga underarter finns listade i Catalogue of Life.